# Salix humboldtiana
Salix humboldtiana, chamado salgueiro de Humboldt, é uma espécie de salgueiro nativa da América do Norte e do Sul com ocorrências no sul do Brasil e na Amazônia, que cresce ao longo de cursos d'água.  Algumas autoridades consideram-no a mesma espécie que Salix chilensis, que Molina descreveu em 1782. Willdenow descreveu a Salix humboldtiana em 1805.

## Descrição
A espécie pode ser perene ou caducifólia a depender do clima. Pode atingir até 25 metros de altura, com copa estreita, triangular ou colunar.  O tronco tem um DAP (Diâmetro à Altura do Peito) máximo de 80 cm e casca exibe fissuras e é de cor marrom escura a cinza. Possui folhas alternas, simples, linear-lanceoladas, acuminadas no ápice; margem serreada, com até 15 cm de comprimento e 1,5 cm de largura. As folhas têm ligeiro odor característico; amentilhos 4–10 cm de comprimento; flores masculinas verde-amareladas, com bráctea oval-lanceolada, seis estames; e flores femininas verdes.

## Ocorrência Natural
A distribuição natural da Salix humboldtiana estende-se do centro do México ao sul do Chile, da Argentina e do Brasil, ocorrendo nos estados de Mato Grosso do Sul até o Rio Grande do Sul, crescendo em áreas com clima tropical, subtropical e temperado, entre o nível do mar e 3 500 metros (11 000 pé) de elevação.